# Esteban Sapir
Esteban Sapir (Buenos Aires, 6 de juny de 1967) és un director, productor, fotògraf, camerògraf i guionista de cinema argentí.
Es va formar com a cineasta a l'ENERC va començar la seva carrera cinematogràfica dirigint publicitats comercials i vídeos musicals. El seu primer llargmetratge, Picado fino de 1996, va intervenir en concursos internacionals de cinema obtenint un esment especial al Festival cinematogràfic de l'Havana, Cuba.

## Filmografia
Com a director
- 1996 - Picado fino
- 2004 - Shakira: Live and Off the Record
- 2007 - La antena[3]

Com a guionista
- 1996 - Picado fino
- 2007 - La antena

Com a camarògraf
- 1995 - La ausencia (curtmetratge)
- 1997 - Prohibido (documental)
- 1997 - Aluap (curtmetratge)
- 1998 - Un crisantemo estalla en cinco esquinas
- 1999 - Esa maldita costilla

Com a director de fotografia
- 1999 - Río escondido

## Premis
Premi de l'Asociación Argentina Críticos
| 2008 | Guanyador: Premis Cóndor de Plata | Millor director: La antena (2007)              |
| 2001 | Nominat: Cóndor de Plata          | Millor fotografia: El nadador inmóvil (2000)   |
| 1999 | Nominat: Cóndor de Plata          | Millor opera prima: Picado fino (1996)         |
| 1998 | Guanyador: Cóndor de Plata        | Millor fotografía: La vida según Muriel (1997) |

Festival Internacional de Cinema de Chicago
| 2007 | Nominat: Premi Hugo d'or | Nou director en competició: La antena (2007) |

Premis Clarín
| 2007 | Guanyador: Premi Clarín | Millor director - Cine: La antena (2007) |

Fantasia Film Festival
| 2008 | 3r lloc: Fantasia Ground-Breaker Award | La antena (2007) |

Festival Internacional del Nou Cinema Llatinoamericà de l'Havana
| 1996 | Guanyador: Premi FIPRESCI - Menció especial | Picado fino (1996) |

Festival Internacional de Molodist
| 1997 | Nominat: Premi millor pel·lícula | Millor llargmetratge de ficció: Picado fino (1996) |